# CCI Control de Calidad
CCI Control de Calidad es una empresa española fundada en el año 1979 con capital propio y con una experiencia acumulada desde el año 1967 en el diseño y fabricación de equipos para investigación climática.
En la actualidad CCI fabrica bajo la certificación AENOR, cámaras climáticas, de simulación ambiental y de envejecimiento acelerado para investigación, control de calidad y desarrollo de nuevos productos. 
CCI ha proyectado este tipo de cámaras de ensayos y de investigación para las entidades de la máxima relevancia, universidades, compañías multinacionales y los centros de investigación más prestigiosos existentes en la actualidad, según la lista de referencias disponible.

## Programa de cámaras de ensayos e investigación ambiental
Dentro del programa de cámaras desarrolladas por CCI se destacan equipos de investigación especializada por sectores y aplicaciones.
CCI también dispone del laboratorio propio (CCILAB) para experimentación, calibración e intercomparación, bajo criterios de la norma UNE- EN ISO 17025, y de un servicio técnico de mantenimiento preventivo de alcance nacional, todo ello avalado por Certificaciones Acreditadas. 
CCI ha realizado diversos trabajos de investigación y publicado diversos artículos de interés tecnológico y científico. 
Estas cámaras son destinadas a todos los sectores de actividad e investigación multidisciplinar.

## Proyectos en curso
Los proyectos inmediatos en curso son los siguientes:
- Cámara de fosilización acelerada para investigación paleontológica destinada al Museo Nacional de Ciencias Naturales de Madrid, perteneciente al Ministerio de Ciencia e Innovación.

- Cámara de corrosión alternativa por inmersión para investigación de resistencia de las aleaciones ligeras empleadas en la industria aeronáutica, destinada a la compañía Airbus.

- Cámara de corrosión cíclica para investigación de estructuras aeroespaciales, destinada al INTA(Instituto de Técnica Aeroespacial), perteneciente al Ministerio de Defensa.

- Investigación y desarrollo de fotobiorreactores experimentales multiclimáticos con tecnología optoelectrónica para la optimización de la fotosíntesis de las algas marinas, con el fin de obtener biodiésel a partir de agua de mar.

- Desarrollo de la nueva norma de ensayos de simulación climática acelerada, frío, calor, humedad, lluvia y radiación solar ultravioleta mediante lámparas de Xenón de alta presión, Pr.EN 50483-6 y el consecuente diseño y desarrollo de la cámara aceleradora de alta tecnología XENOTRON 1500 para intercomparación internacional de la resistencia a la intemperie de cables eléctricos.

- Diseño y desarrollo de sistemas criogénicos de alto gradiente para simulación aeroespacial, capaces de reproducir cambios climáticos artificiales acelerados comprendidos entre +180 °C y -197 °C con velocidades térmicas de hasta 100 °C/min en modo generador climático, y con valores absolutos de choque en modo impacto térmico de hasta 377 °C en 2 segundos mediante la utilización de plataforma muestral móvil de disparo automático.